# تگومنت

موقعیت تگومنت.

تگومنت (به انگلیسی: tegument) یا ویرال تگومنت بیشتر شناخته شده به ویرال ماتریکس، گروهی از پروتئین ها هستند که فضای بین انولوپ و نوکلئوکپسید همه‌ی هرپس ویروس ها را پر میکند. تگومنت ها به‌صورت کلی شامل پروتئین هایی هستند که در فرآیند همانندسازی DNA کمک می‌کنند و با فریب دادن سیستم ایمنی (که معمولاً با بازداری از فعال شدن آن رخ می‌دهد) باعث فرار از پاسخ ایمنی و ترشح اینترفرون می‌شوند. تگومنت ها معمولاً کمی بعد از آلودگی سلول در سیتوپلاسم ترشح می‌شوند.
این پروتئین ها معمولاً در مرحله آخر چرخه آلودگی ویروسی بعد از اینکه ژن های ویروس جایگزین شدند شکل می‌گیرند.
بیشتر اطلاعات ما درباره تگومنت ها از مطالعاتی که بر روی ویروس هرپس سیمپلکس انجام شده  جمع آوری شده است.